# L'ultima canzone (film 1958)
L'ultima canzone è un film italiano del 1958 diretto da Pino Mercanti.

## Produzione
Pellicola ascrivibile al filone dei melodrammi sentimentali, detto popolarmente strappalacrime, che tanto successo aveva riscontrato tra il pubblico italiano nella prima metà degli anni cinquanta, ma che all'epoca era ormai entrato nella sua fase declinante (la produzione di tale filone s'interromperà del tutto all'inizio degli anni sessanta).